# Amiralitetsmetoden
Amiralitetsmetoden (the admiralty method) , är av brittiska amiralitetet rekommenderad metod för tidvattenberäkningar i hamnar där fullständig förutberäkning av tidvattnet inte utförts.

## Fotnoter
1. ↑  THE ADMIRALTY METHOD OF TIDAL PREDICTION International Hydrographic Review, Monaco 1977 (pdf)